# John W. Campbell
John Wood Campbell, Jr. (Newark, Nueva Jersey, 8 de junio de 1910 - Mountainside, Nueva Jersey, 11 de julio de 1971) fue un editor y escritor de ciencia ficción estadounidense.
Como escritor publicó varios relatos en las revistas de ciencia ficción en los años 1930, con su nombre o con varios seudónimos, entre los que destaca el de Don A. Stuart. Su obra más importante es la novela corta Who Goes There? (1948), que relata el descubrimiento en la Antártida de una nave espacial estrellada hace miles de años y, a tres metros del extraño aparato, el cadáver de un extraterrestre, el cual es descongelado para estudiar su biología, con fatales consecuencias. Este texto fue llevado al cine bajo el título The Thing from Another World (1951), dirigida por Christian Nyby, y The Thing (1982), dirigida por John Carpenter. En los países de habla española estas películas se conocen con diversos nombres, como La cosa o El enigma de otro mundo.
Su principal aportación al género, sin embargo, no iba a estar en la escritura, sino en la edición. En 1938 Orlan B. Tremaine eligió a Campbell para sustituirlo como editor de la revista Astounding Science Fiction. Desde su puesto de editor, Campbell auspició una auténtica revolución en la ciencia ficción de la época: nuevos temas, nuevos autores y, sobre todo, un tratamiento mucho más riguroso de la ciencia, así como una mayor calidad literaria en la historia. En general, propició un tratamiento mucho más adulto de las historias de ciencia ficción, alejándolas del hasta entonces extendido cliché de «aventuras para adolescentes». El público de las revistas de ciencia ficción respondió favorablemente a esta nueva línea y fruto de ello es el absoluto predominio de Astounding durante esa época, denominada la Edad de Oro de la ciencia ficción.

## El círculo de Campbell
Para su proyecto de remodelación de la ciencia ficción, Campbell descubrió y cultivó a toda una serie de nuevos escritores (algunos de ellos jovencísimos fans) que más tarde se convirtieron en auténticas «estrellas» del género. El más conocido es Isaac Asimov, pero entre los escritores preferidos por Campbell (y sus lectores) se contaban A. E. van Vogt o Robert A. Heinlein. Este grupo de autores estrechamente ligados al editor fue conocido como «Círculo de Campbell», y entre ellos se contaban autores como (además de los ya mencionados) Clifford D. Simak, L. Sprague de Camp, Lester del Rey o Theodore Sturgeon.

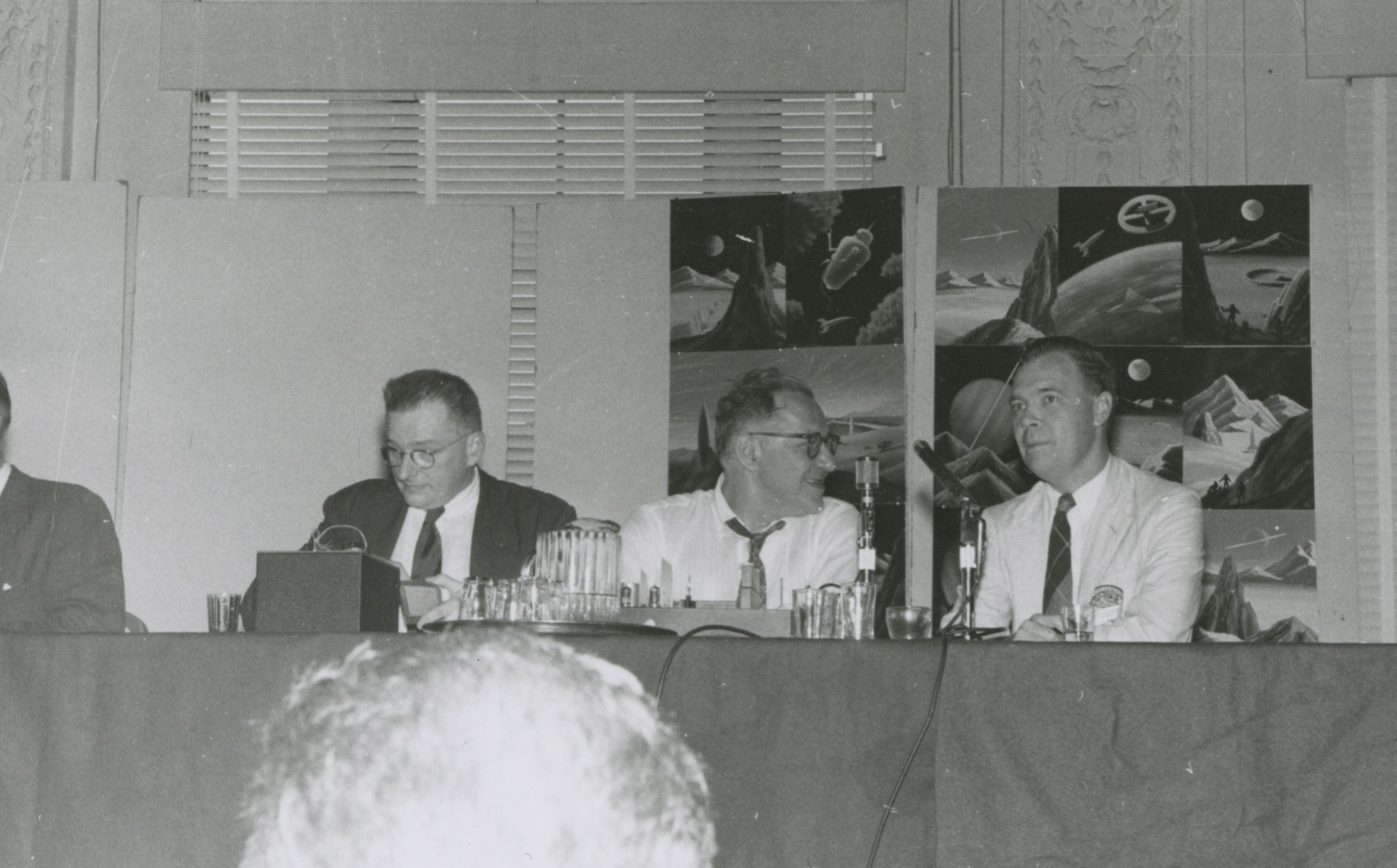
John W. Campbell (izquierda) y Hal Clement (derecha) en la 14.ª Worldcon de 1956.

En los años 50 los gustos de Campbell se inclinaron por autores de ciencia ficción dura como Hal Clement o Poul Anderson.

## La leyenda negra de Campbell
La influencia de Campbell en la ciencia ficción presenta también sus claroscuros. Como director de la revista más importante del género, impuso su visión del mismo, rechazando a autores que no consideraba lo suficientemente científicos en sus planteamientos. El caso más citado en este sentido es el de Ray Bradbury.
Pero no sólo sus detractores, sino también sus más íntimos colaboradores, han hablado sobre la influencia de sus creencias. Isaac Asimov dice en su antología de relatos primerizos The early Asimov (publicada en español como La Edad de Oro):
A Campbell le gustaban los relatos en que los seres humanos se proclamaban superiores a otras inteligencias, aunque éstas se encontraran más avanzadas tecnológicamente. [...]
Sin embargo, a veces me asaltaba la desagradable idea de que esta actitud reflejaba los sentimientos de Campbell a escala, más pequeña, de la Tierra. Me dio la impresión de que aceptaba la superioridad natural de los norteamericanos sobre el resto de la humanidad, y parecía presumir de que los americanos procedían del noroeste de Europa.
No puedo decir que Campbell fuera racista en ningún mal sentido de la palabra. [...] No obstante, daba por hecho que el estereotipo de blanco nórdico era el verdadero representante del Hombre Explorador, del Hombre Intrépido, o del Hombre Victorioso.
(Cita extraída de La Edad de Oro II, Isaac Asimov, Colección Jet 136/8, © 1987 Plaza y Janés editores, ISBN 84-01-49658-6)
Además, Campbell creyó en la dianética y otras pseudociencias.

## Premios en su honor
La figura de Campbell es fundamental para la consolidación de la ciencia ficción tal y como la entendemos hoy en día. Es por ello que no uno, sino varios premios llevan el nombre del insigne editor. El premio John W. Campbell Memorial es un importante galardón otorgado en su honor desde 1973. También desde ese mismo año se entregaba el premio John W. Campbell al mejor escritor novel en el seno de la Convención mundial de ciencia ficción o Worldcon. Este premio fue rebautizado como el premio Astounding en 2020.